# Barbara Mikulski
Barbara Ann Mikulski (Baltimore (Maryland), 20 juli 1936) is een Amerikaans politica voor de Democratische Partij. Van 1987 tot 2017 was ze senator voor de staat Maryland. Zij was de eerste vrouw die de staat Maryland vertegenwoordigde in de Senaat en de langstzittende vrouwelijke senator ooit.
Mikulski is de dochter van Poolse immigranten. Ze is opgegroeid in Baltimore en werkte in de kruidenierswinkel van haar ouders. Ze behaalde een master in Maatschappelijk Werk aan de University of Maryland. Daarna begon ze verschillende Rooms-katholieke instellingen als sociaal werker, en later op een afdeling voor Social Service van de gemeente Baltimore.
Ze werd activistisch toen ze hoorde dat er een zestienbaans-snelweg zou komen door een wijk in Baltimore. Ze hielp met het organiseren van buurtbewoners in hun protest tegen de bouw van de weg, en uiteindelijk had dit succes.
De activiteiten van Mikulski leidde ertoe dat ze in 1971 in de gemeenteraad van Baltimore terechtkwam.
In 1974 deed ze ook een gooi naar een Senaatszetel, maar dit verloor ze. In 1976 werd ze wel in het Huis van Afgevaardigden gekozen. Mikulski werd tot viermaal toe herkozen.
In 1986 kondigde ze aan dat ze zich zou terugtrekken uit de politiek, maar kwam daar al snel op terug. Dit kwam doordat gouverneur Harry Hughes, die met grote waarschijnlijkheid zou zijn gekozen in de Senaat, in opspraak raakte in een bankschandaal. Hij verloor sterk aan populariteit, en dit opende een deur voor Mikulski. Zij werd uiteindelijk gekozen met 61% van de stemmen.
In de Senaat heeft Mikulski zich vooral afgezet tegen banken die makkelijk een lening verstrekken. Ook is een ze een groot supporter van NASA en hun doel op de ruimte te verkennen.
In 2007 maakte Mikulski bekend dat ze Hillary Clinton zou steunen in haar race om het presidentschap van de Verenigde Staten. Zij sprak de hoop uit dat Clinton het ‘glazen plafond’ kon doorbreken door de eerste vrouwelijke president van Amerika te worden.